# Nampi Rejo
Nampi Rejo is een bestuurslaag in het regentschap Lampung Timur van de provincie Lampung, Indonesië. Nampi Rejo telt 2842 inwoners (volkstelling 2010).